# Smicridea saucia
Smicridea saucia är en nattsländeart som beskrevs av Mclachlan 1871. Smicridea saucia ingår i släktet Smicridea och familjen ryssjenattsländor. Inga underarter finns listade i Catalogue of Life.